# Braunsia sumatrana
Braunsia sumatrana är en stekelart som beskrevs av Günther Enderlein 1906. Braunsia sumatrana ingår i släktet Braunsia och familjen bracksteklar. Inga underarter finns listade.